# Iso Särkijärvi
Iso Särkijärvi eller Särkijärvi är en sjö i Finland. Den ligger i kommunen Puolango i landskapet Kajanaland, i den centrala delen av landet, 500 km norr om huvudstaden Helsingfors. Iso Särkijärvi ligger 175,9 meter över havet. Den är 15,5 meter djup. Arean är 69,2 hektar och strandlinjen är 4,11 kilometer lång. Sjön  ingår i Uleälvens huvudavrinningsområde.   Den sträcker sig 1,5 kilometer i nord-sydlig riktning, och 0,9 kilometer i öst-västlig riktning.